# Geneviève de Brabant

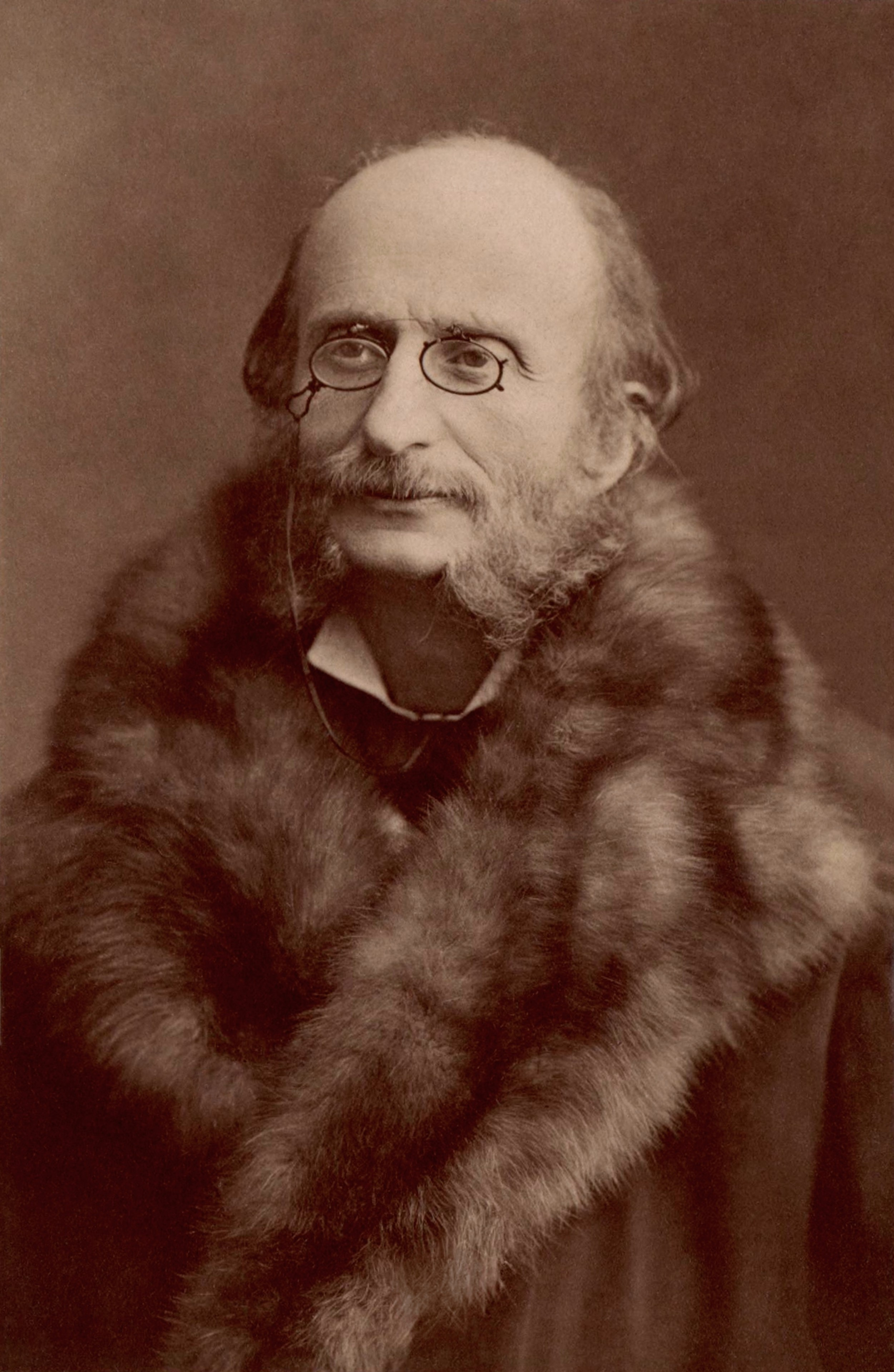
Jacques Offenbach

Geneviève de Brabant är en opéra bouffe, eller operett, i två akter och sju tablåer med musik av Jacques Offenbach  och libretto av Louis-Adolphe Jaime och Étienne Tréfeu. Handlingen bygger på medeltidlegenden om Genoveva av Brabant. Verket hade premiär på Théâtre des Bouffes-Parisiens i Paris den 19 november 1859. 
En ny version i tre akter och nio tablåer, med libretto av Hector-Jonathan Crémieux och Étienne Tréfeu, hade premiär den 26 december 1867 på Théâtre des Menus-Plaisirs i Paris. Åtta år senare gjorde Offenbach om verket till en "opéra-bouffon-féerie" i fem akter, premiär den 25 februari 1875 på Théâtre de la Gaîté.
Geneviève de Brabant framfördes i Wien (Die schöne Magellone) och Berlin 1861, samt i Bryssel och Madrid 1869.
Premiären i New York ägde rum den 22 oktober 1868 och i London den 11 november 1871.
Till versionen 1867 lades två karaktärer till (två polisgendarmer) i akt II och deras komiska duett blev mycket populär. Den blev senare grunden för Amerikanska marinkårens sång.

## Historia

### Versionen i två akter (1859)
I september 1859 tillkännagav tidningen Le Figaro Offenbachs nya "stora opéra bouffe". Efter 200 framgångsrika föreställningar av Orfeus i underjorden var allmänhetens förväntningar mycket höga.
Premiären av Geneviève de Brabant ägde rum lördagen den 26 november på Bouffes-Parisiens. Flera nummer fick tas om men librettot uppfattades generellt som svagt och ändrades om till andra föreställningen.
Den första versionen spelades fram till januari 1860 utan att infria de höga förväntningarna.

### Versionen i tre akter (1867)
1867, efter framgångarna med Storhertiginnan av Gerolstein och Pariserliv, var Offenbach "den mest spelade, mest aktiva och den mest lyckligt lottade kompositören". Efter premiären av Robinson Crusoé på Opéra-Comique den 24 november 1867 färdigställdes ytterligare av version Geneviève de Brabant med premiär den 27 december 1867 på Menus-Plaisirs.
Repetitionerna började i november 1867 med ett libretto starkt omarbetat av Hector Crémieux, som ersatte Adolphe Jaime, och Étienne Tréfeu. Jacques Offenbach behöll de mest uppskattade numren såsom Couplets de la Poule, Grand Finale du Départ en Palestine och Quatuor de Chasse. Befintliga nummer återanvändes för andra artister, så Arthurs kuplett "Ô ma, ma, maman" blev till en terzett i andra akten. Han komponerade också nya nummer som Couplets des deux Hommes-d'Armes, som vid premiären "tog åskådarna med storm" enligt Hippolyte de Villemessant.
Dekoren av Fromont och Capelli, samt kostymerna av Stop, Bertall och Châtinière noterades av pressen.
Uppsättningen uppskattades i allmänhet och Zulma Bouffars tolknig av Drogan i synnerhet. Henri Moreno skrev i le Ménestrel: "I dag är hon genrens drottningen av genren; hon bär byxrollen vackert och sjunger allt med anständighet, en distinktion som förstärks av en sann talang som musiker. Ensam skulle Zulma Bouffar tillsammans med de två gendarmarerna avgöra framgången.".
De två gendarmerna, "Grabuge och Pitou gestaltas på det mest underhållande sätt av två okända skådespelare i Paris, herrar Ginet och Gabel", var vissa kvällar tvungna att ta om sina sånger tre gånger. Förlaget Heugel valde också att avteckna dessa karaktärer på omslaget till klaverutdraget som publicerades i februari 1868.
Verket blev en succé och framfördes 126 gånger i Paris fram till 1 maj 1868, datumet för den årlig stängningen av Théâtre des Menus-Plaisirs. Truppen lämnade sedan Paris för att åka med Geneviève de Brabant på turné.

### Versionen i fem akter (1875)
År 1875, medan han var chef för Théâtre de la Gaîté, bestämde Offenbach att iscensätta en ny version av Geneviève de Brabant. Opéra bouffe blev till en opéra féerie i fem akter och 14 tablåer.
Théâtre de la Gaîté tog en 10-dagars paus för repetitioner. Redan den 15 februari 1875 kunde Le Figaro avslöja projektets omfattning: 3 baletter, 2 parader, 48 nya musikstycken komponerade av Offenbach, 1 200 kostymer designade av Stop och Alfred Grévin och upp till 500 personer på scen!
Premiären skedde den 25 februari 1875. Berättelsens delar bibehölls endast som ”förevändningar för dramatiska avvikelser som i sin tur tas upp av musiken, kostymdesignern, balettmästaren, dekoratören och regissören”. De fyra nya styckena komponerades för sångerskan Thérésa - i tur och ordning: sjuksköterskan Biscotte, guvernanten, ravinhäxan och Armide - "är mycket framgångsrika". Pitous och Grabuges redan berömda militärsång fick tas om tre gånger på premiären. Även om L'Illustration beskrev operaféeriet som en "vacker show vars själ är musiken", var det dekorationens rikedom, överflödet av kostymer, baletternas led och paradernas originalitet som skapade dess framgång. Tidningen Le Gaulois noterade för övrigt att "finalen kom från England", det handlade om dekoren till akt V designad av "Herrar Greeve and son" med "sitt flygskepp och sina bevingade änglar".
Efter den andra föreställningen gjordes vissa strykningar för att förbättra verket. Inkomsterna uppgick till 3 449 francs för den första föreställningen, 5 112 för den andra och 9 329 francs för den fjärde. Den 8 mars 1875 meddelade Offenbach att han söndagen den 21 mars skulle erbjuda "en gratisföreställning av  Geneviève de Brabant till förmån för Paris alla tidningsarbetare".
Den 18 mars 1875 presenterade théâtre Déjazet en Geneviève de Brébant [sic], en folie-vaudeville i tre akter och nio tablåer av Eugène Grangé och Henri Buguet - med Offenbachsånger "som förnöjde salen". Jacques Offenbach var behjälplig med första akten.
Geneviève de Brabant gavs 105 gånger, inklusive fyra extra matinéer, på Théâtre de la Gaîté fram till den 5 juni 1875.

## Personer
| Roller | Röststämma | Premiärbesättning, 19 november 1859, (Dirigent: Jacques Offenbach) | Reviderad version i tre akter Premiärbesättning 26 december 1867 (Dirigent: Jacques Offenbach) | Reviderad version i fem akter Premiärbesättning 25 februari 1875 (Dirgent: Jacques Offenbach) |
| --- | ---------- | ------------------------------------------------------------------ | ---------------------------------------------------------------------------------------------- | --------------------------------------------------------------------------------------------- |
| Sifroid (1859) / Sifroy (1867, 1875) Hertig av Curaçao, make till Geneviève                                         | tenor      | Léonce                                                             | Gourdon                                                                                        | Habay                                                                                         |
| Golo | baryton    | Désiré                                                             | Daniel Bac                                                                                     | Christian Perrin                                                                              |
| Vanderprout, borgmästare                                                                                            | tenor      | –                                                                  | Le Riche                                                                                       | Pierre Grivot                                                                                 |
| Charles Martel, Kung av Frankrike                                                                                   | bas        | Guyot                                                              | Le Sage                                                                                        | Legrenay                                                                                      |
| Almanzor |            | Duvernoy                                                           | –                                                                                              | –                                                                                             |
| Le jeune Arthur |            | Bonnet                                                             | –                                                                                              | –                                                                                             |
| Pitou, Privatgendarme                                                                                               | bas        | –                                                                  | Émile Gabel                                                                                    | Émile Gabel                                                                                   |
| Grabuge, Sergeantgendarm                                                                                            | bas        | –                                                                  | Paul Ginet                                                                                     | Scipion                                                                                       |
| Narcisse, poet | tenor      | Desmonts                                                           | Lignel                                                                                         | Achille-Félix Montaubry                                                                       |
| Förste savant |            | Jean-Paul                                                          | –                                                                                              | –                                                                                             |
| Andre savant |            | Tautin                                                             | –                                                                                              | –                                                                                             |
| Péterpip |            | –                                                                  | Leroy                                                                                          | Jean-Paul                                                                                     |
| Saladin |            | –                                                                  | Destroges                                                                                      | –                                                                                             |
| Don Quichotte |            | –                                                                  | Perron                                                                                         | –                                                                                             |
| Renaud de Montauban                                                                                                 |            | –                                                                  | Gustave                                                                                        | –                                                                                             |
| L'ermite du Ravin                                                                                                   |            | –                                                                  | Deschamps                                                                                      | Thérésa                                                                                       |
| Stockfish |            | –                                                                  | –                                                                                              | Colleuille                                                                                    |
| Raoul |            | –                                                                  | –                                                                                              | Meyronnet                                                                                     |
| Don Juan |            | –                                                                  | –                                                                                              | Gaspard                                                                                       |
| Almaviva |            | –                                                                  | –                                                                                              | Henry                                                                                         |
| Hercule |            | –                                                                  | –                                                                                              | Chevalier                                                                                     |
| Othello |            | –                                                                  | –                                                                                              | Gally                                                                                         |
| Barbe-Bleue |            | –                                                                  | –                                                                                              | Victor                                                                                        |
| Roméo |            | –                                                                  | –                                                                                              | Mallet                                                                                        |
| Hector |            | –                                                                  | –                                                                                              | Alexandre fils                                                                                |
| Hogier |            | –                                                                  | –                                                                                              | Paulin                                                                                        |
| Arnold |            | –                                                                  | –                                                                                              | Barsagol                                                                                      |
| |            |                                                                    |                                                                                                |                                                                                               |
| Mathieu Laensberg                                                                                                   | sopran     | Lise Tautin                                                        | –                                                                                              | –                                                                                             |
| Gratioso (1859) / Drogan (1867, 1875)                                                                               | sopran     | Lise Tautin                                                        | Zulma Bouffar                                                                                  | Denise Matz-Ferrare                                                                           |
| Le chevalier noir                                                                                                   |            | Lise Tautin                                                        | –                                                                                              | –                                                                                             |
| Isoline (1859, 1867) / Biscotte (1875)                                                                              | sopran     | Lise Tautin                                                        | Vallière                                                                                       | Thérésa                                                                                       |
| La bohémienne | sopran     | Lise Tautin                                                        | –                                                                                              | –                                                                                             |
| Geneviève | sopran     | Mareshal                                                           | Baudier                                                                                        | Berthe Perret                                                                                 |
| Églantine (1859) / Brigitte (1867, 1875) Genevièves förtrogna                                                       |            | Chabert                                                            | De Brigny-Varney                                                                               | Angèle                                                                                        |
| Ugolin |            | Chabert                                                            | –                                                                                              | –                                                                                             |
| Lahire |            | Marie Cico                                                         | –                                                                                              | (M.) Henry                                                                                    |
| Clé de sol |            | Marie Cico                                                         | –                                                                                              | –                                                                                             |
| Blondette |            | Rose-Deschamps                                                     | –                                                                                              | –                                                                                             |
| Lancelot |            | Léone                                                              | –                                                                                              | Jules Vizentini                                                                               |
| Irma |            | Naldy                                                              | –                                                                                              | –                                                                                             |
| Silvia |            | Lasserre                                                           | –                                                                                              | –                                                                                             |
| Edwige |            | Taffanel                                                           | –                                                                                              | –                                                                                             |
| Förste page |            | Kid                                                                | –                                                                                              | –                                                                                             |
| Andre page |            | Jeanne                                                             | –                                                                                              | –                                                                                             |
| Gilda |            | Fassio                                                             | –                                                                                              | –                                                                                             |
| Marthe |            | Lécuyer                                                            | –                                                                                              | –                                                                                             |
| Christine |            | –                                                                  | Collas                                                                                         | E. Gilbert                                                                                    |
| Barberine |            | –                                                                  | Collas                                                                                         | –                                                                                             |
| Gudule |            | –                                                                  | Gourdon                                                                                        | Maury                                                                                         |
| Grudelinde |            | –                                                                  | Gourdon                                                                                        | –                                                                                             |
| Faroline |            | –                                                                  | Colombe                                                                                        | Julia H.                                                                                      |
| Irénée |            | –                                                                  | Colombe                                                                                        | –                                                                                             |
| Houblonne |            | –                                                                  | Rose Bruyère                                                                                   | Durieu                                                                                        |
| Griselis |            | –                                                                  | Rose Bruyère                                                                                   | –                                                                                             |
| Dorothée |            | –                                                                  | Louisa                                                                                         | Baudu                                                                                         |
| Yolande |            | –                                                                  | Louisa                                                                                         | Yriart                                                                                        |
| Gretchen, Rodogune                                                                                                  |            | –                                                                  | A. Rolland                                                                                     | –                                                                                             |
| Rosemonde |            | –                                                                  | Guyas                                                                                          | –                                                                                             |
| Madame Armide |            | –                                                                  | Jacobus                                                                                        | Thérésa                                                                                       |
| Bradamante |            | –                                                                  | Antoinette                                                                                     | –                                                                                             |
| Dulcinée |            | –                                                                  | Lalouvière                                                                                     | –                                                                                             |
| Bibiane |            | –                                                                  | –                                                                                              | Castello                                                                                      |
| Fideline |            | –                                                                  | –                                                                                              | Davenay                                                                                       |
| Margotte |            | –                                                                  | –                                                                                              | Godin                                                                                         |
| Charlotte |            | –                                                                  | –                                                                                              | Albouy                                                                                        |
| Maguelonne |            | –                                                                  | –                                                                                              | Gobert                                                                                        |
| Ursule |            | –                                                                  | –                                                                                              | Vernet                                                                                        |
| Régine |            | –                                                                  | –                                                                                              | Moralès                                                                                       |
| Nanny |            | –                                                                  | –                                                                                              | Capet                                                                                         |
| Agathe |            | –                                                                  | –                                                                                              | Roques                                                                                        |
| Kör: Gentlemän, riddare, rådsmän, Män och kvinnor, pager, batterister, kökspojkar, musiker, sjömän, backanter, etc. |            |                                                                    |                                                                                                |                                                                                               |

## Handling (1867)

### Akt 1
Plats: Curaçao och i Brabant
Tid: cirka år 730
En afton på torget. Borgmästaren Van der Prout tillkännager att pilgrimer har återvänt efter  en resa till klostret i Mount Poupard för hertigen av Sifroids räkning. Hertigen, som är gift med den vackra Geneviève av Brabant, har råkat ut för en förbannelse som hindrar dem från att få barn. För att hitta ett botemedel organiseras en tävling och vinnaren blir Drogan, en ung bagare, som erbjuder en förtrollad paj. Drogan är hemligt förälskad i Geneviève och han ber som belöning att få bli page till Geneviève. När herigen kommer äter han den förtrollade pajen och mår bra (Couplets de la poule).
I Genevièves våning ber Drogan henne att acceptera honom som page och erkänner att det är han som har sjungit under hennes fönster varje natt. Han går då hertigen kommer in, men efter ett avbrott då Charles Martel anländer, gör sig pajen påmind i form av magknip. Då hertigen försöker lugna magen med en kopp te kommer hans rådgivare Golo och poeten Narcisse in för att försöka ta makten. Golo och Narcisse berättar för hertigen att Geneviève och Drogan har setts omfamna varandra: de måste dö. Men då ber Charles Martel att få komma i i palatset (Boléro) och ber Sifroid och hans riddare att ta korståget 8.05 till Palestina. Sifroid bannar Geneviève och ger sig av med sina soldater på den nordliga järnvägen.

### Akt 2

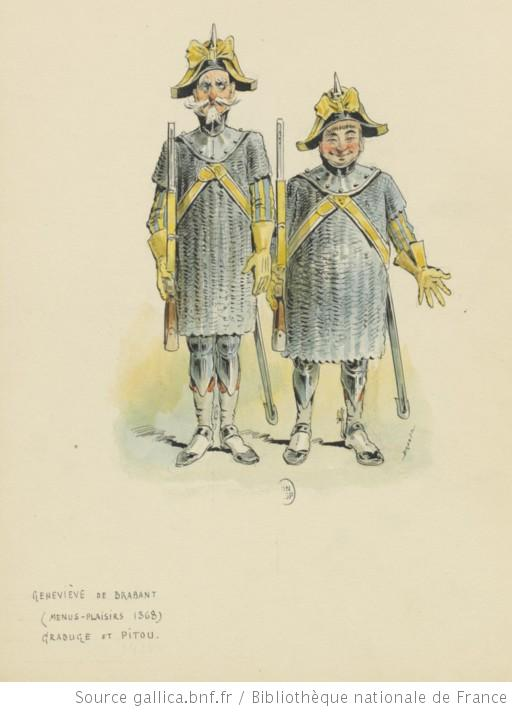
De två gendarmerna Grabuge och Pitou.

Med hjälp av sin tjänarinna Brigitte har Geneviève flytt med Drogan, och de befinner sig sju månader senare i en skog. När två gendarmer närmar sig gömmer de sig. Gendarmerna berättar hur de har fått uppdraget av Golo att döda en nobel dam. Golo och Van der Prout kommer in och efter att ha skickat iväg gendarmerna för att få tag i Geneviève (Golo har slagit i dem att Sifroid har dödats under korståget) ropar han på eremiten i ravinen. Drogan kommer fram förklädd som eremitens staty och varnar männen att Sifroid befinner sig i Château d'Asnières med Charles Martel. Trots att han är gift hotar Golo Geneviève med giftermål. Statyn av eremiten får liv (Drogan) och skickar iväg gendarmerna. Geneviève bestämmer sig för att låtsas vara död. Drogan tar en hårlock av henne och rusar iväg för att nå hertigen.
Under tiden har Charles Martel och Sifroid avslutat vistelsen på Château d'Asnières. Sifroid blir betagen i en beslöjad dam, Isoline, som förklarar att hennes make har övergivit henne. Drogan anländer och berättar att Geneviève är död. Sifroid beslutar sig att bege sig till Curaçao för att möta Golo, som (vilket Isoline avslöjar) är den man som övergav henne.

### Akt 3
Geneviève och Brigitte är i skogen med endast en hind om sällskap. Drogan återvänder med fyra jägare i jakt på Golo. Sifroid och Martel stoppas av gendarmerna, men Geneviève känner igen sin make. Van der Prout byter åter sida och berättar för Sifroid att den lömske Golo ämnar krönas kvart i tre. Alla beger sig till Curaçao.
På klockslaget gör Golo anspråk på tronen, men han avvisas av Drogan och Sifroid återtar kronan. Isoline lovar straffa sin elake make.